# Jacob Collamer
Jacob Collamer (Troy, 1791. január 8. – Woodstock, 1865. november 9.) az Amerikai Egyesült Államok Vermont államának szenátora.